# Середа Костянтин Георгійович
Костянтин Георгійович Середа (23 березня 1900 — 9 лютого 1966) — радянський офіцер, Герой Радянського Союзу (1945).

## Біографія
Народився 21 березня 1900 в станиці Новолеушковська (нині Павловського району Краснодарського краю) в селянській родині. Росіянин. Закінчив початкову школу. Працював підручним коваля.
У Червоній Армії з 1918 року. Учасник Громадянської війни.
У 1929 році закінчив військово-політичні курси, а в 1933 році — Новочеркаські курси удосконалення командного складу. У 1942 році закінчив військову академію імені М. В. Фрунзе.
На діючій армії на фронтах німецько-радянської війни з липня 1942 року. Був командиром 127-го гвардійського стрілецького полку (42-га стрілецька дивізія, 40-а армія, 2-й Український фронт) гвардії підполковник.
У ніч на 6 листопада 1944 року К. Г. Середа із групою військовиків форсував річку Тиса на північ від міста Токай (Угорщина) і захопив невеликий плацдарм. Відбиваючи численні контратаки противника, сприяв форсуванню річки іншими підрозділами полку.
24 березня 1945 року гвардії підполковнику Середі Костянтину Георгійовичу присвоєно звання Героя Радянського Союзу з врученням ордена Леніна і медалі «Золота Зірка» (№ 4243).
З 1946 року полковник К. Г. Середа в запасі. Жив і працював в Одесі. Помер 9 лютого 1966 року. Похований на Другому Християнському кладовищі міста Одеси.